# Randy Jones
Pour les articles homonymes, voir Randy Jones (homonymie) et Jones.
Randy Jones, né le 13 septembre 1952 à Raleigh en Caroline du Nord, est un chanteur de disco et acteur américain.
Il fut le premier cow-boy du groupe disco Village People de 1977 à 1981.
Il continue de produire en solo et a sorti en 2007 un album disco et pop intitulé Ticket to the World.
En tant qu'acteur, il est apparu avec les autres membres du groupe dans le film Can't Stop the Music, sorti en 1980.
Il apparaîtra dans le dernier opus de la maison de developpement Running With The Scissor, Postal 3. Il tiendra le rôle d'un chef de gang composé de bikers gays.
Il vit à New York.